# 대한민국 형사소송법 제183조
대한민국 형사소송법 제183조는 준용규정에 대한 형사소송법의 조문이다.

## 조문
제183조(준용규정)전장의 규정은 통역과 번역에 준용한다.

第183條(準用規定)前章의 規定은 通譯과 飜譯에 準用한다.

## 참고 문헌
- 손동권 신이철, 새로운 형사소송법(초판, 2013), 세창, 2013. ISBN 9788984114081